# Oxygnathopsis
Oxygnathopsis is een geslacht van kevers uit de familie van de loopkevers (Carabidae). De wetenschappelijke naam van het geslacht is voor het eerst geldig gepubliceerd in 1953 door Louwerens.

## Soorten
Het geslacht Oxygnathopsis is monotypisch en omvat slechts de volgende soort:
- Oxygnathopsis javana (Andrewes, 1938)